# Alexander McAulay
Pour les articles homonymes, voir McAulay.
Alexander McAulay (9 décembre 1863 – 6 juillet 1931) est un mathématicien et physicien australien, il est le premier professeur de mathématiques et de physique à l'université de Tasmanie, à Hobart, Tasmanie. Il est également un partisan des quaternions doubles (en), qu'il appelle « octonions » ou « biquaternions de Clifford ».

## Formation
McAulay naît le 9 décembre 1863 et fréquente la Kingswood School (en) de Bath. Il se rend au Caius College de Cambridge, où il commence à étudier l'algèbre des quaternions. En 1883, il publie un article « Some general theorems in quaternion integration ». McAulay obtient son diplôme en 1886  et commence à réfléchir sur l'enseignement de la théorie des quaternions aux étudiants. Dans un article « Establishment of the fundamental properties of quaternions », il suggère des améliorations aux textes alors en usage. Il écrit également un article technique  sur l'intégration.
Parti pour l'Australie, il enseigne à l'Ormond College de l'université de Melbourne de 1893 à 1895. En tant que correspondant éloigné, il participe à un débat vigoureux sur la place des quaternions dans l'enseignement de la physique. En 1893 est publié son livre Utility of Quaternions in Physics. A. S. Hathaway (en) contribue à une critique positive et Peter Guthrie Tait le loue en ces termes :
« Voilà enfin, nous écrivons-nous, un homme qui a saisi tout l'esprit du système des quaternions : le véritable aestus, l'awen des bardes gallois, le divinus afflatus (en) qui transporte le poète au-delà des limites des choses sublunaires ! Reconnaissant intuitivement sa puissance, il s'empare de la magnifique arme que Hamilton nous offre à tous et se précipite aussitôt dans la jungle à la recherche du gros gibier. »
McAulay occupe le poste de professeur de physique en Tasmanie de 1896 à 1929, date à laquelle son fils Alexander Leicester McAulay reprend le poste pour les trente années suivantes.
À la suite de William Kingdon Clifford qui a étendu les quaternions aux quaternions doubles (en), McAulay fait une étude particulière de ce système numérique hypercomplexe. En 1898, McAulay publie, par l'intermédiaire de  Cambridge University Press, son Octonions : a Development of Clifford's Biquaternions.
McAulay décède le 6 juillet 1931. Son frère Francis Macaulay, resté en Angleterre, contribue également à la théorie des anneaux. L'Université de Tasmanie commémore les contributions des McAulay lors de conférences publiques d'hiver.

## Publications choisies
- Alexander McAulay, Utility of Quaternions in Physics, Cornell University Library, 24 juillet 2009 (1re éd. 1893) (ISBN 978-1112278396, lire en ligne)
- Alex. McAulay, Octonions : a development of Clifford's bi-quaternions, Cambridge University Press, 1898 (iarchive:octonionsdevelop00mcaurich)
- « Notes on the Electromagnetic Theory of Light », Philosophical Magazine, 5e série, vol. 49,‎ 1900, p. 228-242